# ニド・スピタルフィールド
チャプター・スピタルフィールズは、英国ロンドンのミドルセックスストリート100に存在する、世界で3番目に高い（112m）学生向け住居ビル。

## 概要
チャプター・スピタルフィールズは、英国ロンドンのミドルセックス・ストリート100に存在する高層ビルで、学生向け住居としては、マンチェスターのリバティ・ハイツ、リーズのスカイ・プラザに次いで、世界で3番目に高い（112m）。2015年に、学生向け住居を提供する不動産会社チャプターの親会社グレイスター・リアルエステート・パートナーズが本物件を買収する以前は、ニド・スピタルフィールズと呼ばれていた。チャプターの学生向け物件はキングス・クロス (Kings Cross, London) にも高層建築のものが一棟存在する。
この寮が建っている地域はタワーハムレッツ・ロンドン特別区と呼ばれ、グローバル金融機関の多くが本社あるいは欧州本社等を置いている。なお、ミドルセックス・ストリートは同地区とシティ・オブ・ロンドン地区との境界線であり、ペッティ・レーン・マーケット (Petticoat Lane Market) 地区の一部をなしている。
本ビルの建設以前、この場所にはロッドウェル・ハウスという1960年に建てられた8階建てのオフィスビルが建っており、平屋のオフィスがその周りを囲っていた。

## 外部リンク

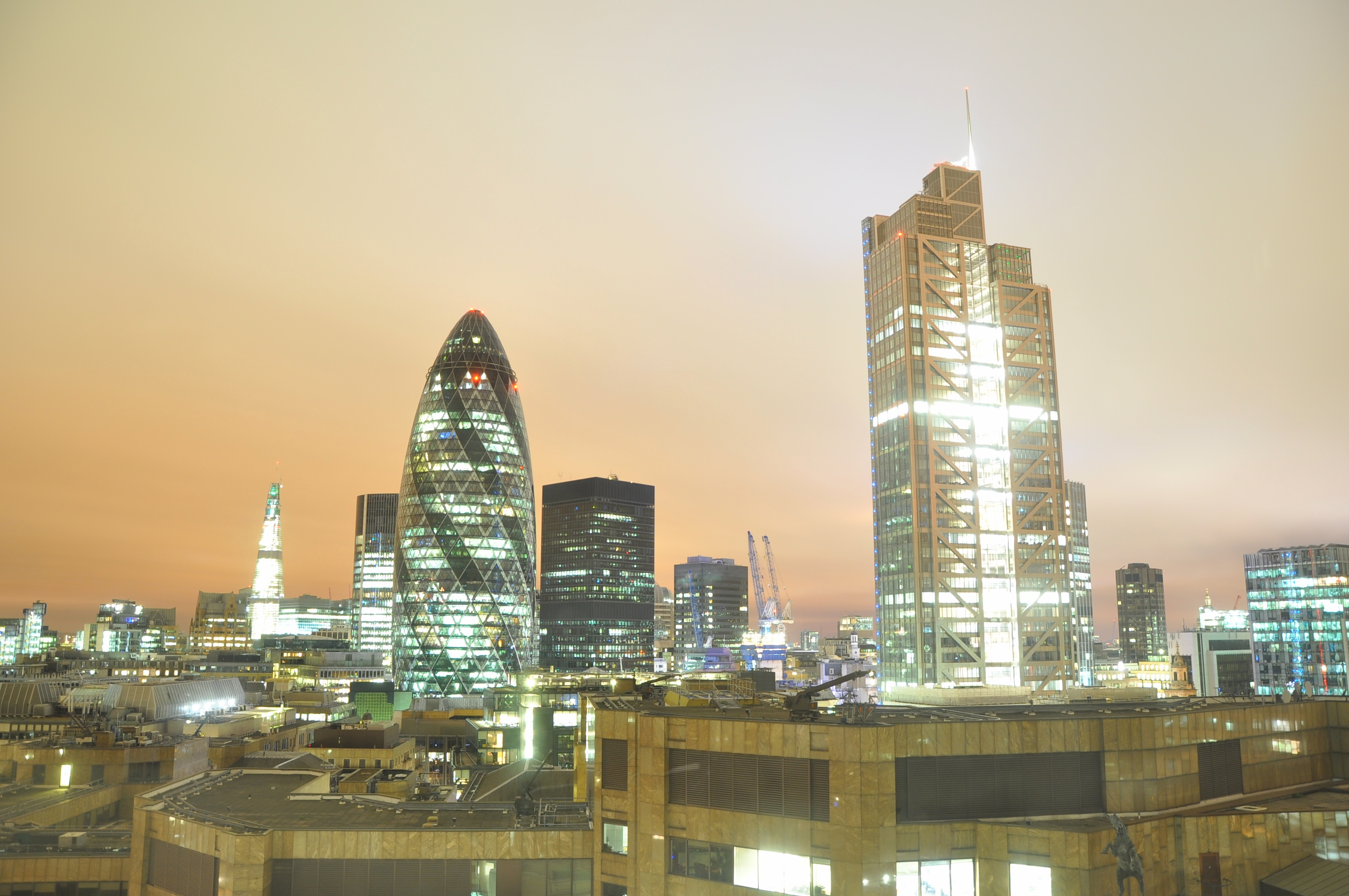
ニドから見た夜景